# EFOM nº 22
A locomotiva EFOM nº 22 é uma locomotiva a vapor tipo 4-4-0 12x18-38 216" (American), placa nº 32878, fabricada em 1908 pela Baldwin Locomotive Works para a Estrada de Ferro Oeste de Minas. Na década de 1930, com a Rede Mineira de Viação, foi renumerada para 19. Este número que permaneceu até a década de 1970, quando voltou ao número 22.[carece de fontes?] Atualmente se encontra em operação no trem turístico entre São João del-Rei e Tiradentes.